# 원스 어폰 어 타임 인 원더랜드
원스 어폰 어 타임 인 원더랜드(영어: Once Upon a Time in Wonderland)는 2013년 10월 10일부터 2014년 4월 3일까지 방영된 《원스 어폰 어 타임》의 스핀오프 드라마이다.